# Färgelanda landsfiskalsdistrikt (1918–1941)
Färgelanda landsfiskalsdistrikt var 1918-1941 ett landsfiskalsdistrikt i Älvsborgs län, bildat när Sveriges indelning i landsfiskalsdistrikt trädde i kraft den 1 januari 1918, enligt beslut den 7 september 1917. Landsfiskalsdistriktet avskaffades den 1 oktober 1941 (genom kungörelsen 28 juni 1941) när Sverige fick en ny indelning av landsfiskalsdistrikt och dess område överfördes till det nybildade Valbo landsfiskalsdistrikt (som från 1952 benämndes Färgelanda landsfiskalsdistrikt).
Landsfiskalsdistriktet låg under länsstyrelsen i Älvsborgs län.

## Ingående områden

### Från 1918
Valbo härad:
- Färgelanda landskommun
- Torps landskommun
- Valbo-Ryrs landskommun
- Ödeborgs landskommun